# Roodstuitspecht
De roodstuitspecht (Veniliornis kirkii) is een vogel uit de familie Picidae (spechten).

## Verspreiding en leefgebied
Deze soort komt voor van Costa Rica tot noordwestelijk Zuid-Amerika en telt vijf ondersoorten:
- V. k. neglectus: zuidwestelijk Costa Rica en westelijk Panama.
- V. k. cecilii: van oostelijk Panama en westelijk Colombia tot westelijk Ecuador en noordelijk Peru.
- V. k. continentalis: noordelijk en westelijk Venezuela.
- V. k. monticola: de tepuis van zuidoostelijk Venezuela.
- V. k. kirkii: Trinidad en Tobago en noordoostelijk Venezuela.

## Status
De grootte van de populatie is in 2019 geschat op 0,5-5 miljoen volwassen vogels. Op de Rode lijst van de IUCN heeft deze soort de status niet bedreigd.